# Corail
Corail, in creolo haitiano Koray, è un comune di Haiti, capoluogo dell'arrondissement omonimo nel dipartimento di Grand'Anse.